# نيسان روجيو
نيسان روجيو هي سيارة دفع رباعي مدمجة من إنتاج شركة نيسان اليابانية لصناعة السيارات. ظهرت لأول مرة في أكتوبر 2007 لعام 2008. يعتبر الطراز الحالي، هو الجيل الثالث من نيسان روجيو والذي تم إطلاقه في عام 2020، وهو نفسه النسخة المصنعة لأمريكا الشمالية من نيسان إكس تريل، والتي تعتبر حاليًا أكثر سيارات نيسان مبيعًا في الولايات المتحدة.
يتم تصنيع نيسان روجيو في مصنع نيسان سميرنا لتجميع السيارات في ولاية تينيسي بالولايات المتحدة، كما تم تصنيع بعض الملحقات في مصنع كيوشو نيسان شاتاي في فوكوكا باليابان وفي مصنع رينو سامسونج موتورز في بوسان بكوريا الجنوبية.

## الجيل الأول (إس 35 - 2007)
تم عرض نيسان روجيو لأول مرة في معرض أمريكا الشمالية الدولي للسيارات في ديترويت في 7 يناير 2007. وتم عرضها كبديل لـ نيسان اكس تريل والتي يتم إنتاجها في كندا.

### الإصدار الأولي

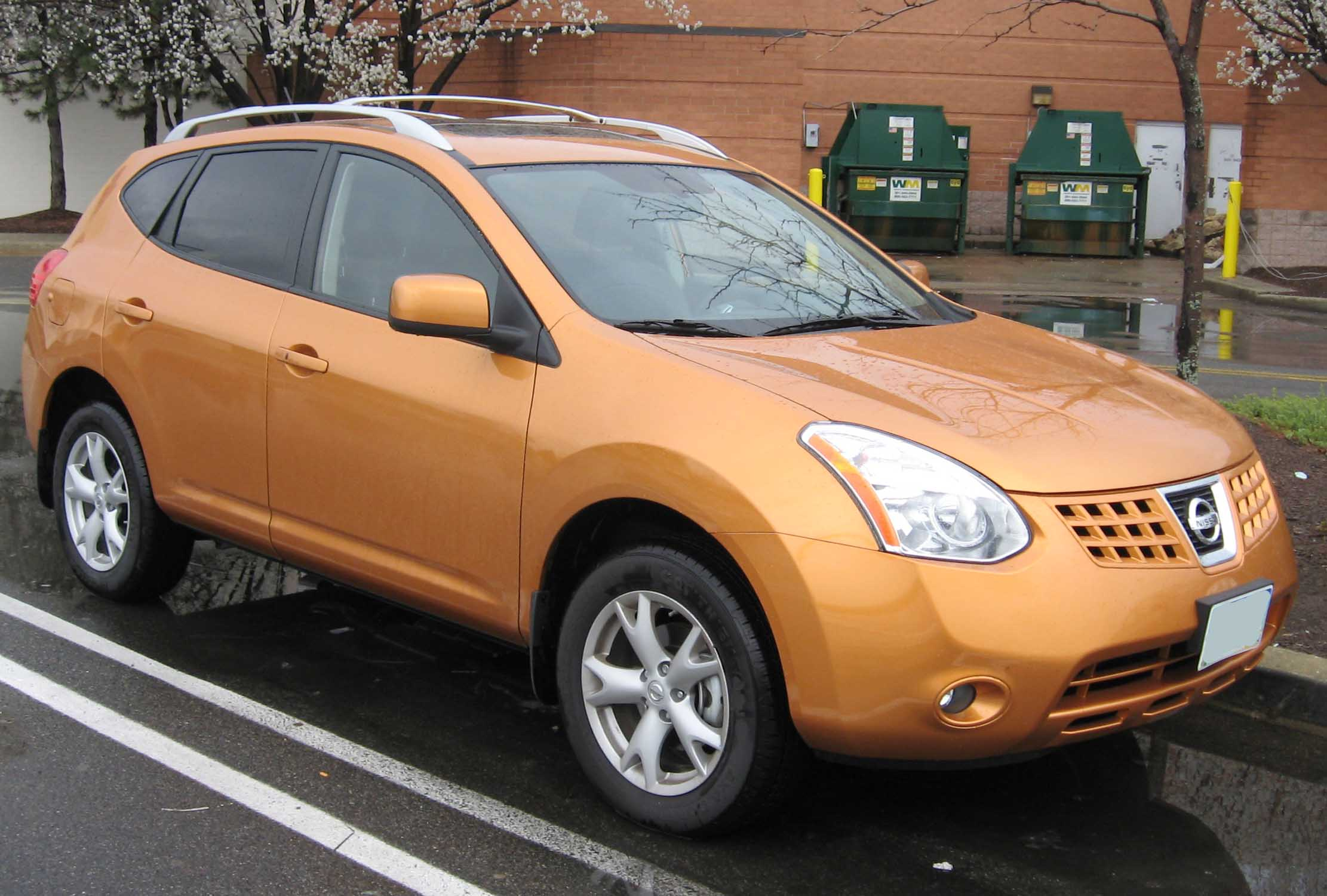
نيسان روجيو اس ال 2008

تأتي روجو في ثلاثة طرازات مختلفة وهي: إس واس في واس ال. ويعتبر الطراز اس هو الطراز الشعبي والأكثر استخداماً في الولايات المتحدة، والذي يأتي مزودًا بنظام الفرامل المانعة للانغلاق، تكييف، مثبت السرعة، نوافذ كهربائية وأقفال ومرايا، فتح القفل باستخدام الريموت كنترول وستيريو AM / FM / CD مع أربعة مكبرات صوت ومقبس إدخال إضافي.
تضيف الحزمة "360" الاختيارية في طراز اس عجلات معدنية مقاس 16 بوصة، ومرآة للرؤية الخلفية ذات تعتيم تلقائي مع شاشة للرؤية الخلفية، وجناح خلفي بلون الهيكل، وشبكة كروم وزجاج خلفي للخصوصية مانع للرؤية. تشتمل نسخة اس كروم المزخرفة على جناح خلفي بلون الهيكل، وعجلات ألمنيوم لامعة قياس 17 بوصة وزجاج خصوصية خلفي مانع للرؤية.
كلا الطرازين متاحان بنظام الدفع الأمامي والدفع الرباعي.

#### سلامة
تشمل ميزات السلامة في روجيو وسائد هوائية أمامية، وسائد هوائية جانبية، وسائد هوائية ستارة جانبية مع مستشعرات الانقلاب، ومراقبة ضغط هواء الإطارات، ونظام ايه بي اس مع مساعدة الفرامل وتوزيع قوة الفرامل الإلكترونية، والتحكم في الجر، والتحكم المضاد للانزلاق. يلخص ما يلي تقييمات اختبار التصادم للإدارة الوطنية لسلامة المرور على الطرق السريعة (NHTSA) 
| سائق أمامي      | (5 نجوم من أصل 5) |
| الراكب الأمامي  | (4 نجوم من أصل 5) |
| التأثير الجانبي | (5 نجوم من أصل 5) |
| الثبات          | (4 نجوم من أصل 5) |

تم تقييم السيارة روجيو من قبل المعهد القومي للتأمين على سلامة السير (IIHS) لعام 2013، حيث حصلت روجيو على تصنيف «جيد» لمقاومة التصادم بالنسبة لمساند الرأس والمقاعد، والجانب، والاعتدال، وحصلت على تصنيف «مقبول» في قوة السقف، وتصنيف «مهمش مع وجود ملاحظات» للتداخل. تم إجراء تعديلات جديدة بدءًا من طراز 2014 مما أدى إلى تعديل تصنيفات التداخل الأمامي وقوة السقف إلى «جيد».

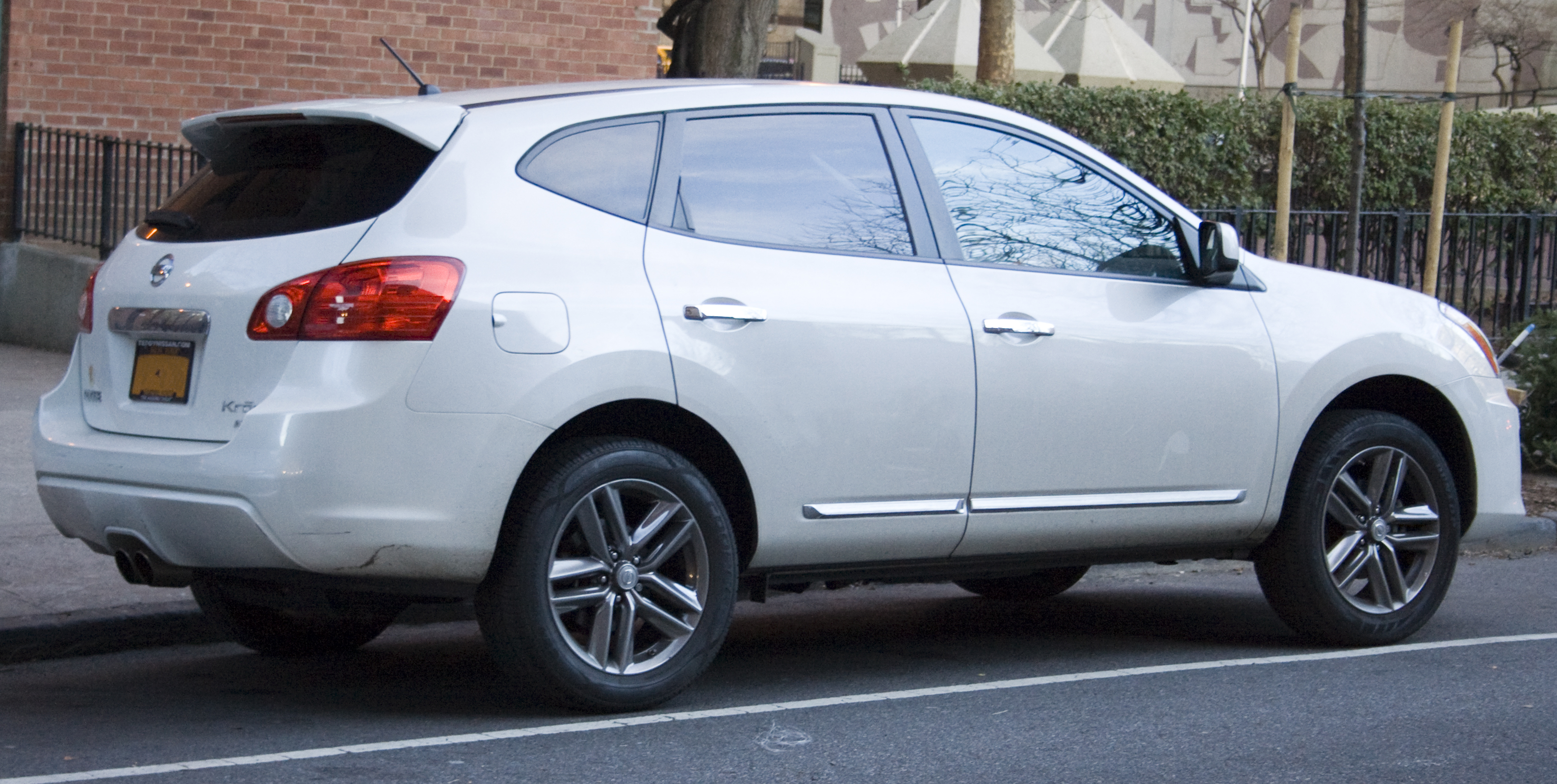
نيسان روجيو "كروم" 2011

#### استدعاءات واستعادة للمصنع
في عام 2010 تم سحب سيارات نيسان المزودة بأجهزة الملاحة Garmin Navi 750 و 760 و 765 GPS، والتي كن من بينها سيارات من الطراز روجيو المزودة بأجهزة «جارمن الملاحية»؛ بسبب ارتفاع درجة الحرارة. وفي 23 نوفمبر 2011 أعلنت نيسان عن استدعاء 7365 مركبة من طراز روجيو 2011؛ بسبب لوحدات مساعدة توجيه الطاقة الكهربائية (EPS) المصنّعة بشكل غير صحيح، والتي قد تتسبب بمرور الوقت في تعطل ميزة مزود الطاقة، مما يتسبب في فقد الطاقة وزيادة خطر الحوادث.

### التحديثات على طراز 2012
تتضمن التغييرات التي تم إجراؤها على روجيو 2012 تصميمًا جديدًا للعجلات المصنوعة من سبائك الألومنيوم، الشكل الرياضي لناقل الحركة المتغير سي في تي CVT، ولون خارجي جديد واحد (أزرق جرافيت)، وشاشة رؤية مدمجة مع حزمة اس ال، والتي تخلق منظرًا علويًا متداخلاً لمحيط السيارة ويقوم بعرضها من خلال شاشات ال سي دي.
«الإصدار الخاص» (الذي تم استبداله بإصدار «كروم») يضيف عجلات معدنية مقاس 16 بوصة ونظام صوتي متميز وراديو متصل بالأقمار الصناعية وزجاج خصوصية مانع للرؤية وشاشة للرؤية الخلفية لركن السيارة ومصابيح ضباب.
في كندا، تأتي نيسان روجيو في طرازات اس واس في، مع خيارين لأنظمة الدفع «نظام الدفع الأمامي أو الدفع الرباعي»، بينمافي طراز اس ال يوجد خيار وحيد وهو نظام الدفع الرباعي.

#### استدعاءات واستعادة للمصنع
في فبراير 2012، قامت نيسان بسحب 2983 نسخة من إصدارات روجيو ومورانو 2012، بسبب عدم تفعيل نظام مراقبة ضغط الإطارات عندما تم تجميع السيارات.

## الجيل الثاني (تي 32 - 2013)

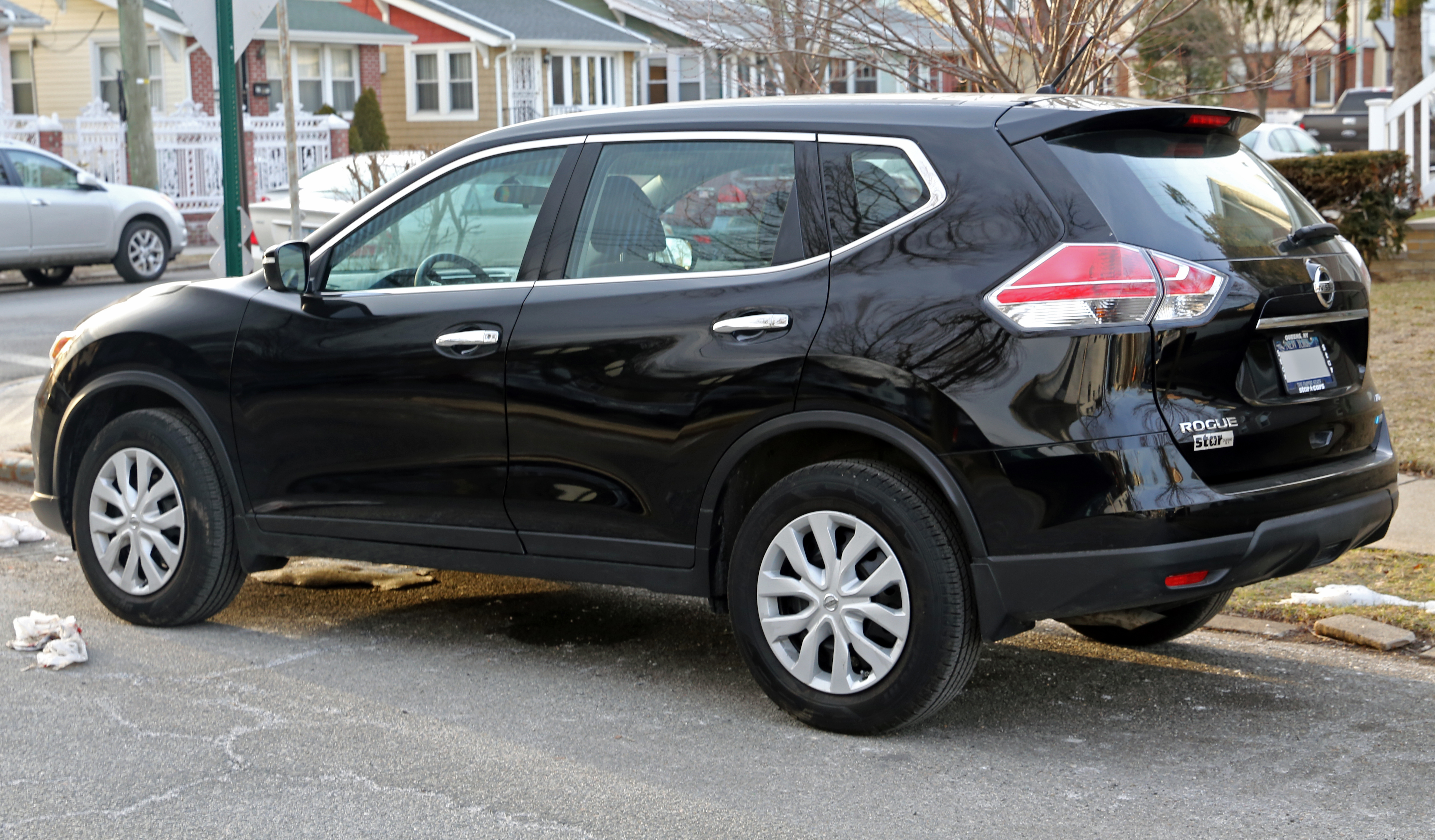
نيسان روجيو اس 2014 (منظر خلفي)

الجيل الثاني من روجيو هو نسخة معدلة من نيسان اكس تريل ولكن بشكل يمكنها من التكيف مع أسواق الولايات المتحدة وكندا. وتشمل الإضافات الاختيارية مقاعد الصف الثالث للركاب، ونظام التعليق المستقل القياسي للعجلات الأربع، والتوجيه الكهربائي المعزز، ومكابح قرصية على العجلات الأربع مع نظام فرامل مانع للانغلاق. والتصميم الداخلي لهذا الجيل مشابه لتصميمات سيارات نيسان الأخرى " مورانو وألتيما وماكسيما. بالنسبة لعام 2018، قررت نيسان التخلي عن خيار الصف الثالث في مقابل تحسين غرفة الركاب الداخلية ومساحة الشحن الخلفية.
تم عرض الجيل الثاني من السيارة روجيو في معرض فرانكفورت للسيارات 2013. وتم طرح الطرازات الخاصة بالولايات المتحدة للبيع في نوفمبر 2013. تضمنت الموديلات الجديدة محرك 2.5 لتر ذو أربعة أسطوانات بقوة 170 حصان (127 كـو) و 175 رطل قدم (237 ن·م)، مع ناقل الحركة المتغير Xtronic CVT Jatco CVT8  ومفتاح الوضع الرياضي القياسي، ويوجد ثلاثة إصدارات مختلفة من الجيل الثاني وهي: اس واس في واس ال، بينما متاح لكل طراز منها اختيار نظام الدفع بالعجلات الأمامية أو الدفع الرباعي).
بدأ إنتاج روجيو 2014 في سميرنا بولاية تينيسي بالولايات المتحدة الأمريكية. بينما بدأ إنتاج سيارة روجيو كروس أوفر في بوسان بكوريا الجنوبية في سبتمبر 2014، بسعة سنوية تبلغ حوالي 80 ألف وحدة. حازت روجيو 2014 على امتياز التصنيع؛ كونها أول سيارة يتم تصنيعها في كوريا الجنوبية لشركة صناعة سيارات يابانية وتباع تحت علامة تجارية يابانية، وذلك بفضل تحالف رينو-نيسان، حيث تم إنتاج نيسان روجيو بواسطة رينو سامسونج موتورز في بوسان.

### التحديثات

#### 2016
يأتي طراز 2016 مزودًا بتقنيات مثل الملاحة و مراقبة النقطة العمياء والعديد من الميزات الجديدة الأخرى.

#### 2017

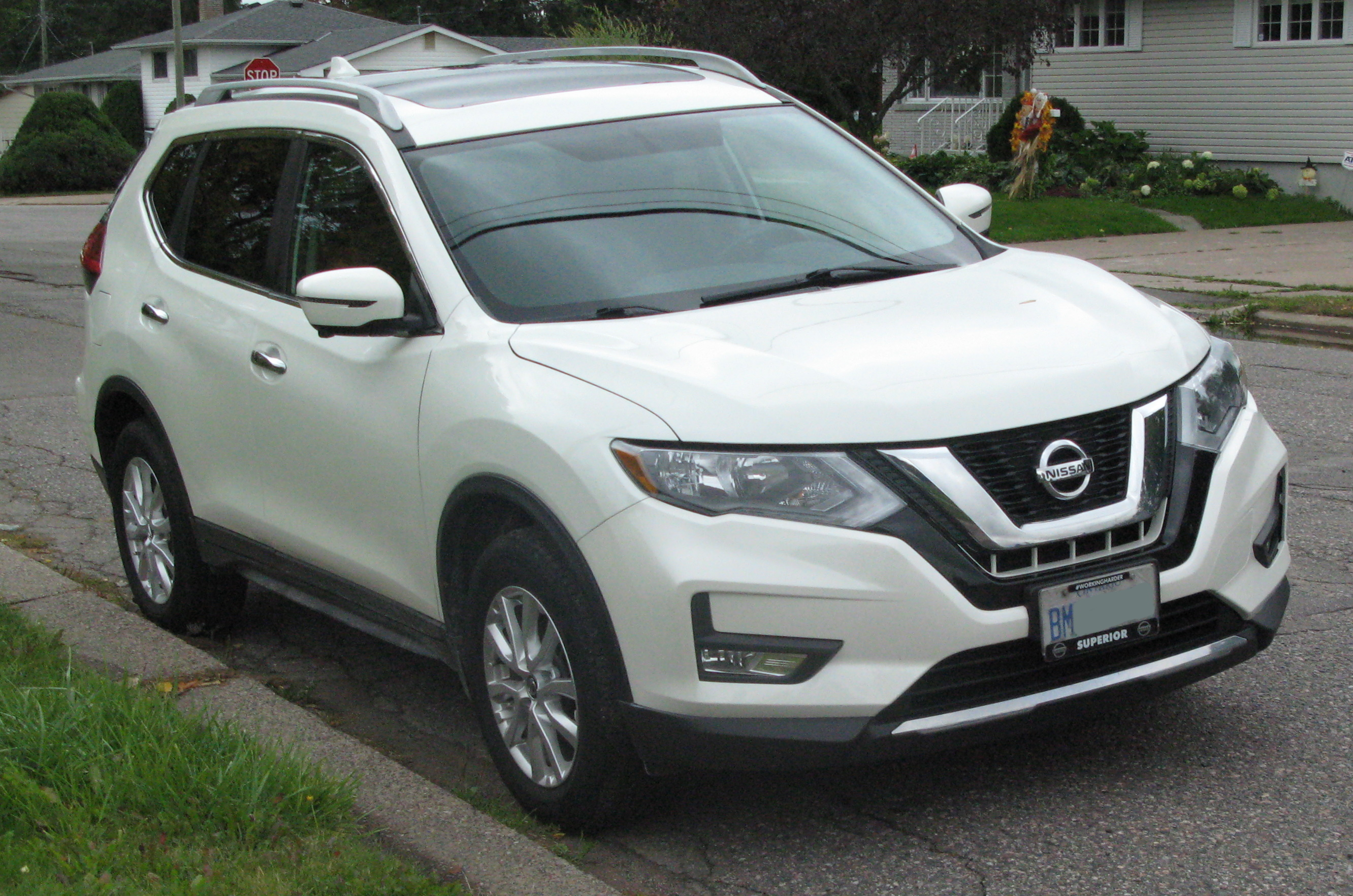
تعديل 2017

### السلامة
بالإضافة إلى ميزات الأمان الموجودة من الجيل الأول، فإنه يشمل أيضًا تحذير مغادرة المسار، والتحذير من الاصطدام الأمامي، والتحذير من اكتشاف الأجسام (غطاء SL فقط)، وكاميرا احتياطية 360 درجة.
| سائق أمامي           | جيد   |
| راكب أمامي           | مقبول |
| تداخل أمامي          | جيد   |
| تصادم جانبي          | جيد   |
| قوة السقف            | جيد   |
| مساند الرأس والمقاعد | جيد   |

تم إعادة تصميم روجيو في عام 2014. بحيث لا تشترك روجيو المعاد تصميمها في أي تصنيفات مع التصميم السابق، والذي تم بناؤه في عام 2008، وتم منح التصميم الجديد اسمًا جديدًا «روجيو سليكت».
تم سحب سيارات نيسان التي تم تصنيعها من 2014 إلى 2017 من السوق حيث يعتقد مستشعر تصنيف الركاب (OCS) أن الشخص الجالس في مقعد الراكب هو طفل، حتى ولو كان شخصاّ بالغاً. وتم استدعاء أكثر من 6 ملايين مركبة لإعادة البرمجة أو الاستبدال.

## الجيل الثالث (تي 33 - 2020)

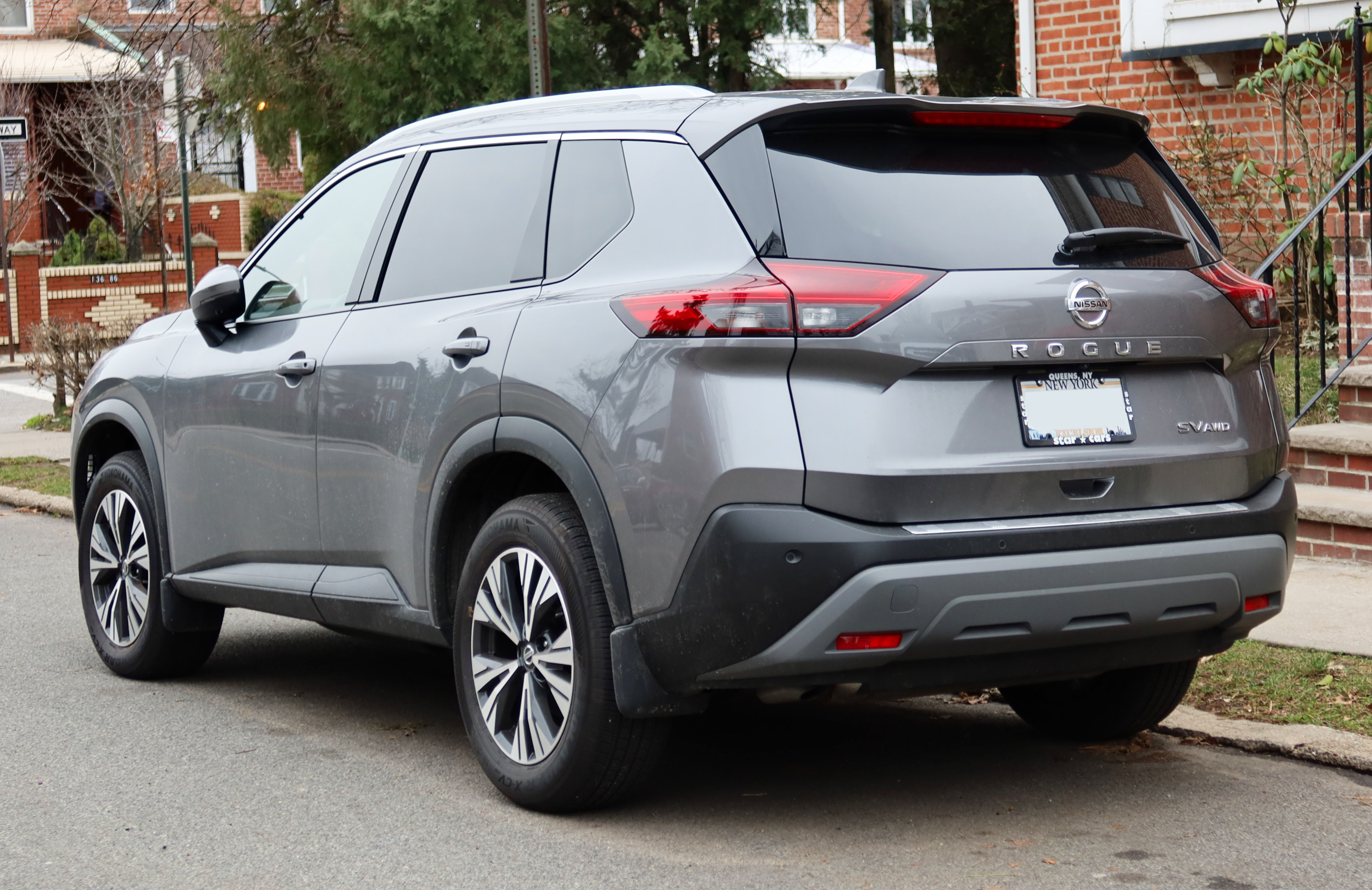
من الخلف

تم عرض الجيل الثالث من روجيو في أمريكا الشمالية في 15 يونيو 2020. يُزعم أنه مبني على منصة جديدة بخلاف التصميمات السابقة،  على الرغم من أن الأبعاد مماثلة لسابقتها. تم استبدال محرك QR25DE المستخدم في الجيلين السابقين بمحرك PR25DD جديد باعتباره المحرك الوحيد، والذي تم إقرانه مرة أخرى بناقل حركة من النوع CVT. يتميز الطراز البلاتيني الجديد بمجموعة قياس رقمية «لوحة عدادات» مقاس 12.3 بوصة، وتنجيد من الجلد المبطن، ومقاعد خلفية مُدفأة. كما تم تعديل المقصورة الداخلية من خلال إعدادات نقل حركة إلكتروني وشاشة معلومات ترفيهية مقاس 8 أو 9 بوصات. بدأ الإنتاج في الولايات المتحدة في 22 سبتمبر 2020 وتم عرض السيارة في الولايات المتحدة في أواخر أكتوبر من نفس العام.

## المبيعات
| العـــــــــــــام | الولايات المتحدة الأمريكية | كنــــــــــــدا |
| ------------------ | -------------------------- | ---------------- |
| 2007               | 17808                      | 7،503            |
| 2008               | 75.053                     | 13163            |
| 2009               | 77222                      | 11.056           |
| 2010               | 99515                      | 13،199           |
| 2011               | 124،543                    | 14191            |
| 2012               | 142،349                    | 14329            |
| 2013               | 162،751                    | 16878            |
| 2014               | 199،199                    | 28827            |
| 2015               | 287190                     | 35841            |
| 2016               | 329904                     | 40،055           |
| 2017               | 403،465                    | 43418            |
| 2018               | 412110                     | 41167            |
| 2019               | 350447                     | 37530            |
| 2020               | 227،935                    | 25998            |

## روابط خارجية
- الموقع الرسمي
 (موقع عالمي)